# Natalia Stratulat
Natalia Stratulat (ur. 24 lipca 1987 roku) – mołdawska lekkoatletka specjalizująca się w rzucie dyskiem, uczestniczka igrzysk olimpijskich w Rio de Janeiro (2016). Prócz tego uprawia jeszcze pchnięcie kulą oraz rzut oszczepem. 

## Życiorys
Wzięła udział w rzucie dyskiem kobiet w czasie trwania igrzysk w Rio. W kwalifikacjach uzyskała 30. pozycję, miotając najdalej na odległość 53,27. Rezultat ten nie dał jej promocji do fazy finałowej. 